# Secret Story (televisieprogramma)
Secret Story is een van oorsprong Frans televisieprogramma, gebaseerd op Big Brother.

## Opzet
In Secret Story worden vijftien kandidaten drie maanden opgesloten in een huis, genaamd Het Huis Der Geheimen. Alle kandidaten dragen een geheim bij zich. Het doel van de kandidaten is achter de geheimen van de andere kandidaten te komen en het eigen geheim verborgen te houden.
Elke week moet een van de kandidaten het huis verlaten door middel van televoting. De winnaar wint 100.000 euro en het prijzengeld dat hij of zij heeft verdiend door geheimen van de andere deelnemers te raden.
Op 12 mei is bekendgemaakt dat Sharon heeft gewonnen.

## Internationaal
Inmiddels zijn er drie zenders uit verschillende landen die Secret Story uitzenden of gaan uitzenden.

### Nederland
Op 13 februari 2011 begon op Net5 een Nederlandse versie van Secret Story. De presentatie van de dagelijkse show ligt in handen van Bart Boonstra. De liveshows worden gepresenteerd door Renate Verbaan en Bart Boonstra.De Nederlandse Versie werd opgenomen in het Portugese Huis der Geheimen.

### Secret Story 2011
De kandidaten van 2011 zijn Jurien, Karim, Guido, Alex, Servio, Laura, Monique, Joanna, Sofia, Cynthia, Sharon, Maik, Philip, Aafke en Gerard.
De geheimen:
- Jurien slikt anabolen
- Karim heeft meegespeeld in een Bollywoodfilm
- Maik heeft een borstverkleining gehad
- Joanna slaapwandelt
- Cynthia is dakloos geweest
- Alexander is een ridder
- Gerard is een miljonair
- Laura's relatie met Guido is een leugen
- Guido's relatie met Laura is een leugen
- Monique is hoogbegaafd
- Sofia is opgegroeid in een internaat
- Sharon heeft de tsunami in 2004 overleefd
- Servio is bingokoningin
- Aafke is piercer van beroep
- Philip heeft een romance gehad met olympisch goud

### Overige landen
| Land      | Naam                             | Zender | Start          | Presentatie                                 |
| --------- | -------------------------------- | ------ | -------------- | ------------------------------------------- |
| Frankrijk | Secret Story                     | TF1    | 23 juni 2007   | Benjamin Castaldi                           |
| Portugal  | Secret Story - Casa dos Segredos | TVI    | 3 oktober 2010 | Júlia Pinheiro Leonor Poeiras Pedro Granger |